# Хеннен, Томас Джон
То́мас Джон «Том» Хе́ннен (англ. Thomas John 'Tom' Hennen; род. 1952) — астронавт США. Совершил один космический полёт на шаттле: STS-44 (1991, «Атлантис»), офицер РУ Армии США.

## Личные данные и образование

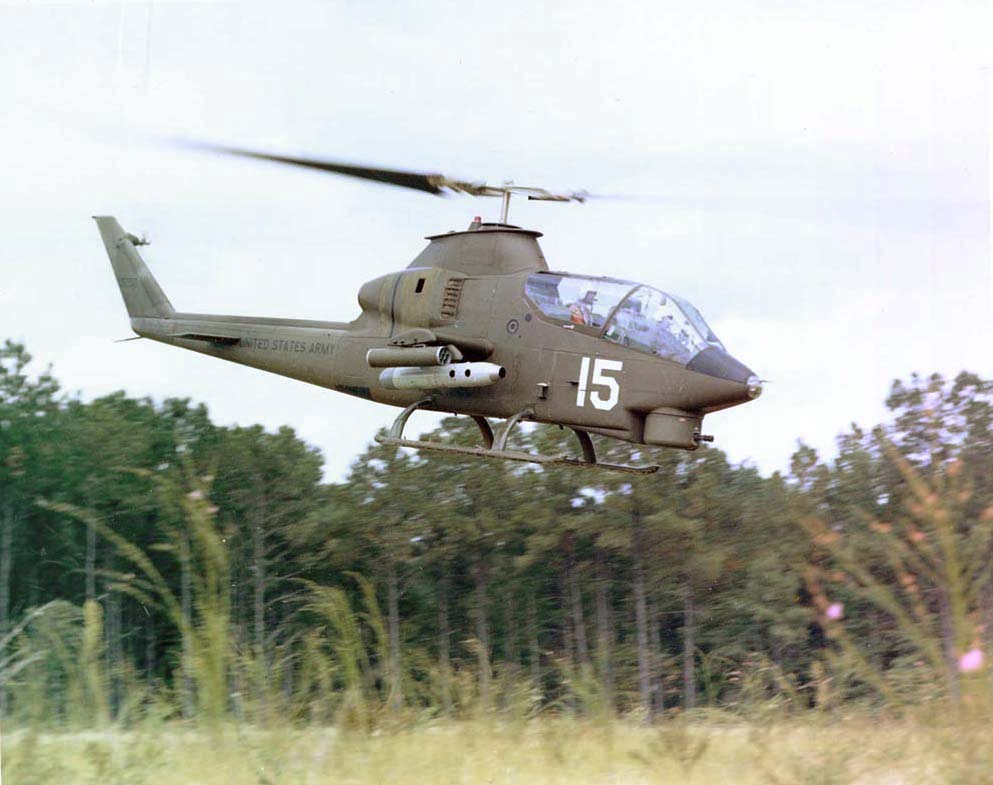
Вертолёт «AH-1 Кобра» в полёте.

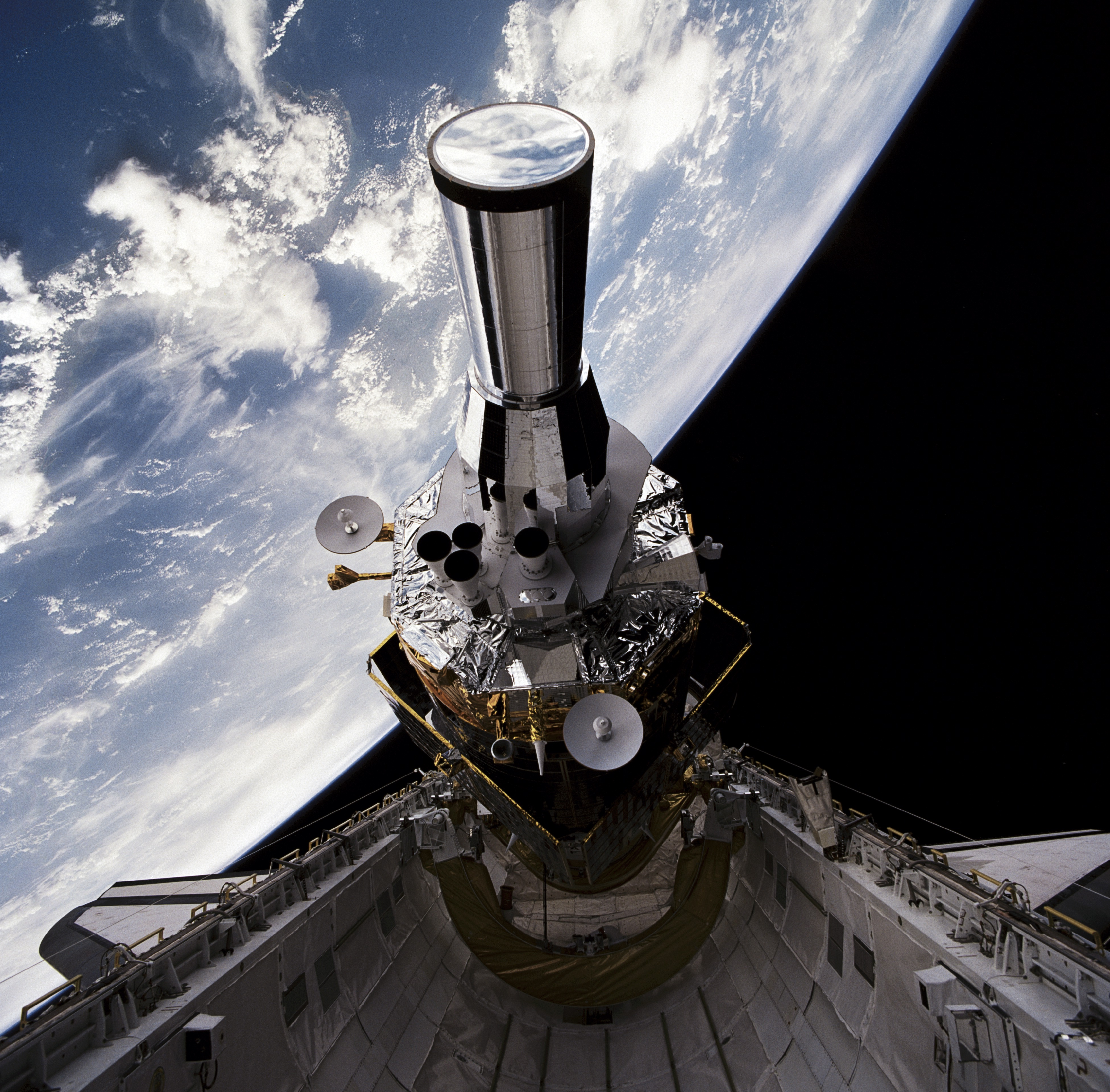
DSP в грузовом отсеке шаттла Атлантис.

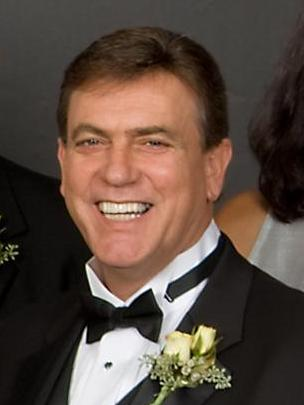
Томас Хеннен (29 августа 2008 года) на праздновании 50-летия НАСА.

Томас Хеннен родился 17 августа 1952 года в городе Албани, штата Джорджия. Но своим родным считает город Колумбус, в штате Огайо. В 1970 году окончил среднюю школу в городе Грувпорт, штат Огайо. В 1972 году окончил Колледж города Урбан, Огайо. В течение всего времени обучения, в 1970—1972 годы, получал академическую и спортивную стипендии. С 1973 по 1986 год 21 раз проходил обучение и заканчивал различные курсы повышения квалификации. В дополнение к сказанному: в 1987 году — курсы «Тактическая эксплуатация национальных космических средств».
Его родители, Карл Хеннен (в отставке, ВВС США) и Антуанетта Хеннен проживали в городе Колумбус, штат Огайо, погибли. Он разведён, у него двое сыновей и одна дочь: Кристофер Джеймс (род. 6 марта 1977 года), Карл Скотт (род. 11 октября 1985 года) и Джесси Николь (род. 10 декабря 1980 года). Его увлечения: баскетбол, боулинг, танцы, плавание, дайвинг, прыжки с парашютом, путешествия и прослушивании музыки.

## До НАСА
Хеннен более 24 лет, с 1972 года, служил в армейской разведке, в том числе в Разведывательном управлении Армии США. Служил в Форт-Худе, в штате Техасе. Летал на вертолёте AH-1 Кобра. С 1976 по 1978 год служил в военной разведке. С 1981 по 1986 год служил в Центре армейской разведки в Форт-Хуачака, штат Аризона. С 1986 года служил в Отделе космических программ Армии США в Министерстве обороны в Вашингтоне.

## Подготовка к космическим полётам
В сентябре 1988 года Хеннен был выбран и прошёл обучение в качестве кандидата в специалисты по полезной нагрузке, после чего вернулся в Центр армейской разведки в Форт-Хуачака, штат Аризона. В марте 1989 года начал подготовку по проекту «Терра Скаут». В августе 1989 года он был выбран в качестве основного претендента на должность специалиста по полезной нагрузке для эксперимента «Терра Скаут» в полёт на STS-44. В 1990 году НАСА объявило о включении Хеннена в экипаж STS-44.

## Полёт в космос
Первым и единственным полётом в котором участвовал Томас Хеннен была миссия STS-44 шаттла «Атлантис», проходившая с 24 ноября по 1 декабря 1991 года. Томас Хеннен находился на корабле в качестве специалиста по полезной нагрузке. Полёт проходил по программе Министерства обороны США. Основной целью миссии были работы по программе «Defense Support (DSP)», вывод на орбиту спутника с разгонным блоком в виде инерциальной ракеты-носителя. Приземление было первоначально запланировано в Космическом центре имени Кеннеди на 4 декабря, но миссия была сокращена и посадку перенесли на дату ближе к 30 ноября, так как на орбите вышел из строя один из трёх орбитальных блоков инерциальных датчиков. Более длительное пребывание на орбите привело бы к увеличению ошибок при обработке данных при посадке. Продолжительность полёта составила 6 суток 22 часа 50 минуты.

## После полёта
Ушел в отставку с действительной военной службы в декабре 1995 года. Он является соучредителем и в настоящее время является исполнительным директором Фонда «Atlantis», некоммерческой организации, которая является одновременно адвокатом и оказывает услуги детям с отклонениями в развитии. Этот фонд был его мечтой.

## Награды и премии
Награждён: Медаль «За космический полёт» (1991), Орден «Легион почёта», Медаль похвальной службы (США), Медаль «За отличную службу» (США), Медаль «За хорошую службу», Медаль за службу национальной обороне (США) и многие другие.